# Maddalena Balsamo

Maddalena Balsamo, ( pronunciación  | maddaˈlɛna 'balsamo | ) también conocida como Magda Balsamo, es una actriz italiana (nacida en Bari el 3 de julio de 1961).

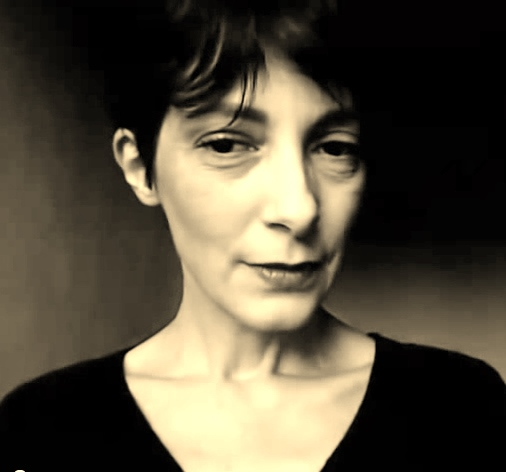
Maddalena Balsamo (2014)

## Biografía
Después de estudiar piano y violín en el Conservatorio Niccolo Piccinni de Bari y obtener sus calificaciones artísticas se trasladó a Milán en 1980, donde se graduó en pintura en la Academia de Bellas Artes y estudió canto jazz con Tiziana Ghiglioni. Trabajó durante una década como ilustradora independiente para diversas editoriales (Astra, Armonía serie blanca, etc.). Fue la primera mujer que contribuyó con guiones gráficos para la serie italiana de Dylan Dog (Abyss n.º 120, firmado como Magda Balsamo). Entre 1989 y 1991 trabajó como cantante de piano bar en los centros turísticos y en uno de ellos, en Tropea, conoció a Aldo, Giovanni y Giacomo, cuando aún no eran conocidos por el público en general. En los años 90 estudió actuación con Marco Filatori y Enzo Tarascio.
Desde 1997 se dedicó a la carrera en el teatro y tuvo la oportunidad de brillar en el cine y la televisión. También trabajó en publicidad y doblaje.
A partir del 20 de febrero de 2009 comenzó a publicar su diario personal en Youtube, en el que describe sus pensamientos sobre diversos temas, desde la política hasta la vida cotidiana, de la intimidad hasta el arte. Pronto se destacó en la comunidad interactiva al convertirse en una de las vloggeras más seguidas en la red italiana, como lo atestiguan decenas de miles de visitas y comentarios a sus videos. 
Enseñó también actuación y técnicas teatrales en el Teatro del Battito de Milán

## Filmografía

### Cine
- La Historia Enferma (título original Storia malata), dirigida por Federico Rizzo (1999)
- Pregúntame si soy feliz (título original Chiedimi se sono felice), dirigida por Aldo, Giovanni & Giacomo y Massimo Venier (2000)

### Televisión
- Vivir ( título original Vivere) - Telenovela - Canal 5
- Don Luca - Sit-com con Luca Laurenti - Rete 4
- Bradipo, dirigida por Marco Pozzi - Sit-com con Andrea Pezzi - MTV
- Bromas aparte (título original Scherzi a parte) - reality - Mediaset
- Una pareja dispareja (título original La strana coppia  de Neil Simon) - Comedia televisiva (adaptación para TV italiana)
- Hospital Central (título original Hospital Central) - telenovela - Mediaset
- Nunca dejes de soñar (título original Non smettere mai di sognare) - telenovela - Mediaset

## Teatro
- La Partición o Vengan a tomar café con nosotros, una adaptación de la novela de Piero Chiara. Compañía Teatro in Mostra. Teatro Nuovo di Rebbio - Como - 2010
- Tingeltangel, K. Valentin, dirigida por Corrado Accordino. Teatro Libero.
- Sueño de una noche de verano, W. Shakespeare, dirigida por Corrado Accordino. Teatro Libero.
- Entrada en el vacío, Peter Handke, dirigida por Cesare Gallarini. Teatro Libero.
- Taci, David Laing, dirigida por Cesare Gallarini. Teatro Greco.
- Zena, Dacia Maraini, dirigida por Marco Filatori. Camera del Lavoro, Milán.
- Hamlet, W. Shakespeare, dirigida por Marco Filatori. Teatro Olmetto. “Càsina” di Plauto, Beppe Arena. De gira.
- La ceremonia, G. Manfridi, dirigida por Walter Manfrè. Teatro Arsenale.
- Brota como merienda (original Sprouts as a Snak), Sergio Tofano, música Carlo Boccadoro, producción Sentieri Selvaggi. Teatro Dal Verme. Milán.
- Re Lear, W. Shakespeare, dirigida por Valentina Colorni. Teatro Arsenale.
- Los troyanos, J. P. Sartre, dirigida por Annig Raimondi. Teatro Arsenale.
- El corazón de Milán, A.R.Shammah, textos de Afeltra, Cederna, Montanelli, Tadini, Vergani. Dirigida por Benedetta Frigerio. Spazio CityLife, Milán.
- Milán, festival della contemporaneità, dirigida por A. R. Shammah, Palazzo della Ragione, Milán.
- Tiempo para el Amor, Cesare Lievi, Universitas Studiorum Mediolanensis, Gargnano sul Garda. Dirigida por Cesare Lievi.
- 5.41, Davide Ortelli y Francesco Bono para Masterclass Spazio, proyecto de Luca Ronconi, Piccolo Teatro Studio - Milán
- Maria Anna Nannerl nata Mozart, Giovanni Chiara, dirigida por Marco Filatori. Teatro Oscar y Palazzina Liberty para la Casa della Poesia. Milán
- Hotel Salomè, O. Wilde, dirigida por Marco Filatori, Teatro I, tournée y Palazzina Liberty para la Casa della Poesia. Milán.
- Un amor de Señorita, adaptación de la novela de Andrea Vitali, dirigida por Marco Filatori. Teatro sociale di Como.